# Flash mob
Flash mob [flêš môp] je skupina ljudi, ki na javnem mestu izvede nenavadno akcijo (npr. vsi odprejo dežnike; vsi se uležejo na tla; vsi glasno ploskajo ...).
Namen flash moba, s svojimi začetki v New Yorku, je bila sprva gola zabava. Nato pa so se pojavile še razne druge oblike flash moba, kot npr. smartmob, pri katerem dejanja množice vsebujejo določeno sporočilo, idejno ozadje, ali pa artmob, v katerem množica izvede živo inštalacijo - obliko umetnosti. Flashmobovci so o dejavnosti obveščeni preko e-pošte, SMS-a, Facebooka, ... Poskusi flash moba so bili tudi v Sloveniji.